# إناري

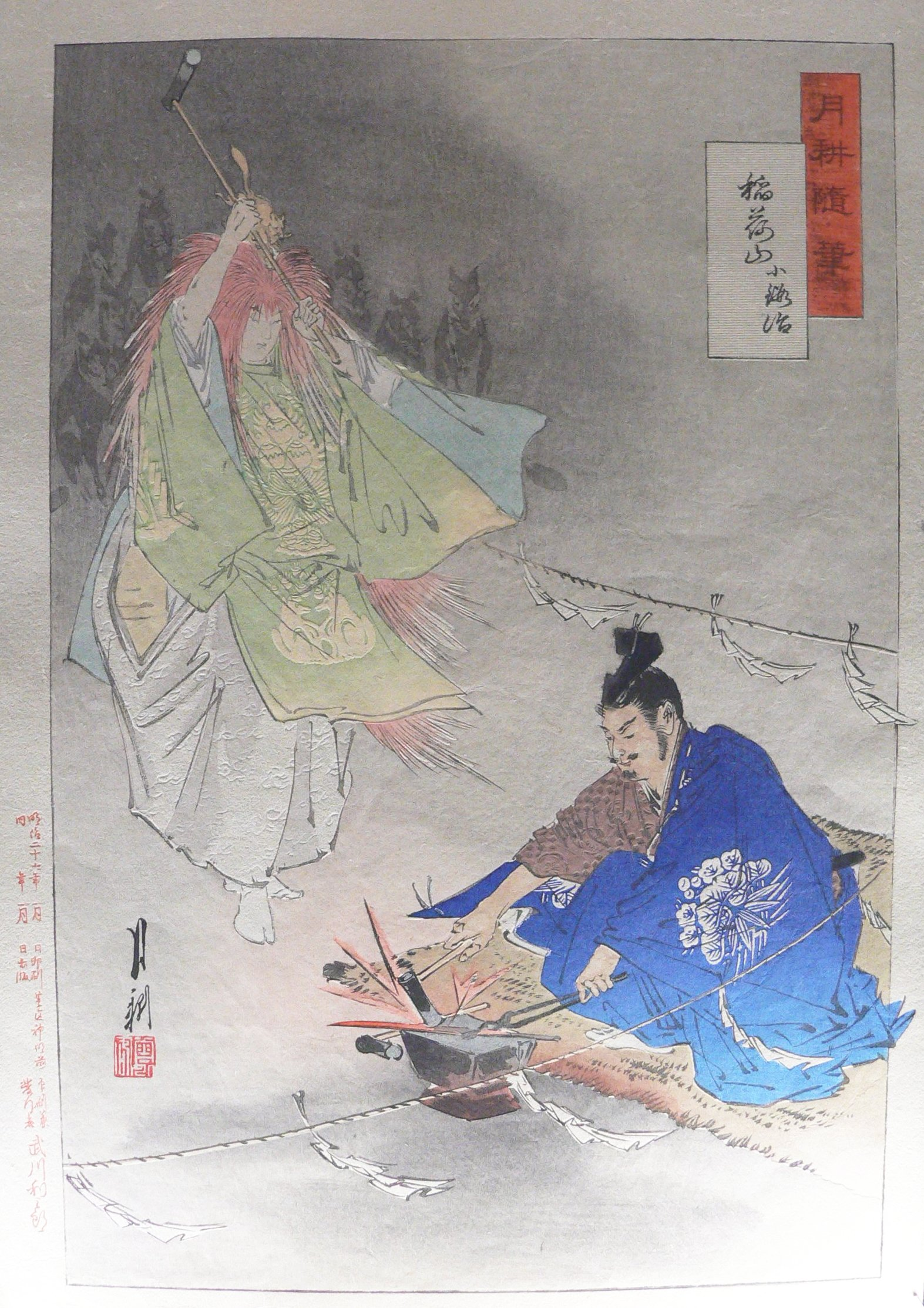
الإله إناري وثعلبه يساعدان مونيتشكا الحداد ليصنع نصلة كيتسونه مارو.

إناري (باليابانية: 稲荷) هو كامي في اليابان للخصوبة والرز، الزراعة، ثعلب، الصناعة، والنجاح. يمثل إناري بإله ذكر أو أنثى أو مخنث. في الشنتو ثعالب الإله إناري وتسمى «كيتسونه» وتكون ذات لون أبيض صاف وتعتبر على أنها رسول من الإله إناري.

## معابد

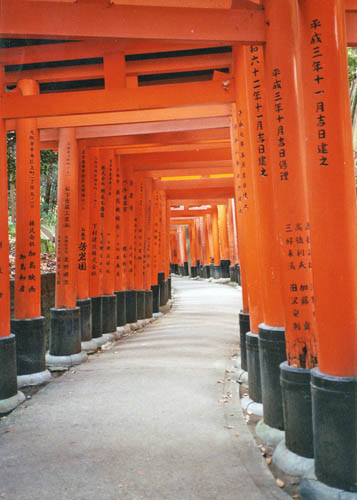
توري أحمر في مدخل معبد فوشيمي إناري قرب كيوتو.

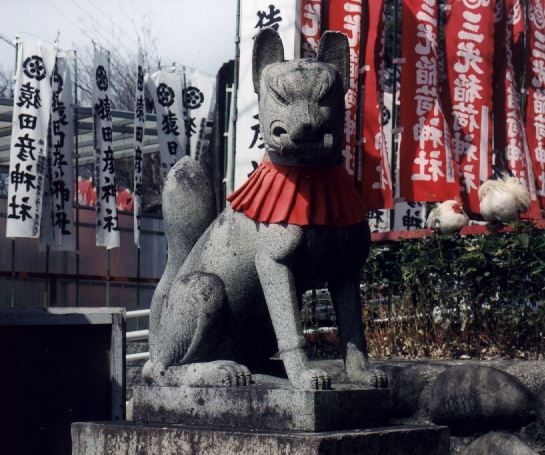
تمثال كيتسونه مربوط على عنقه قربان أحمر اللون على مدخل معبد قلعة إنوياما.

هناك الكثير من المعابد لعبادة الإله إناري في أنحاء اليابان، وبحسب إحصائية لعام 1985 م يقال أن هناك حوالي 32.000 معبد (حوالي ثلث معابد اليابان) مخصصة لعبادة إناري. هذا العدد يتضمن فقط معابد الشنتو (جينجا) التي يكون فيها كاهن دائم. غالبًا مايكون عند مدخل معبد الإله إناري توري أحمر اللون، وبعض تماثيل كيتسونه مربوط على عنقها وشاح أحمر، واللون الأحمر يرمز للإله إناري في الشنتو.